# Pallone d'oro 2003

Pavel Nedvěd, vincitore del Pallone d'oro 2003.

L'edizione 2003 del Pallone d'oro, 48ª edizione del premio calcistico istituito dalla rivista francese France Football, fu vinta dal ceco Pavel Nedvěd (Juventus).
I giurati che votarono furono 52, provenienti da Albania, Andorra, Armenia, Austria, Azerbaigian, Belgio, Bielorussia, Bosnia ed Erzegovina, Bulgaria, Cipro, Croazia, Danimarca, Estonia, Finlandia, Francia, Galles, Georgia, Germania, Grecia, Inghilterra, Irlanda, Irlanda del Nord, Islanda, Isole Fær Øer, Israele, Italia, Jugoslavia, Kazakistan, Lettonia, Liechtenstein, Lituania, Lussemburgo, Macedonia, Malta, Moldavia, Norvegia, Paesi Bassi, Polonia, Portogallo, Repubblica Ceca, Romania, Russia, San Marino, Scozia, Slovacchia, Slovenia, Spagna, Svezia, Svizzera, Turchia, Ucraina e Ungheria.